# Antônio Gonçalves Figueira
Antônio Gonçalves Figueira foi um sertanista atuante no período do Brasil colonial.

## Biografia
Silva Leme descreve sua família no volume VIII pg 408 de sua «Genealogia Paulistana». Sertanista de Santos, era alferes em 1689. Pertencia à família Afonso Gaia na qual casara Matias Cardoso de Almeida, pois era filho de Manuel Afonso Gaia e Maria Gonçalves Figueira. Casou em Santos com Isabel Ribeiro de Aguiar. Este seu pai andou em Paranaguá na segunda metade do século XVII em pesquisa de minas de ouro e prata e tinha o Engenho de açúcar de Piraqueraçu, onde morreu.
Seu avô tinha o mesmo nome, Manuel Afonso Gaia, e era reinol, casado em Santos com Maria Nunes de Siqueira. Foi Juiz ordinário em 1630. Ajudou a combater os índios tamoios que atacavam a costa vicentina e esteve na bandeira de 1602 de Nicolau Barreto ao Guairá.
Muito moço em 1674, desde a bandeira de Fernão Dias acompanhava seu cunhado Matias Cardoso de Almeida. Com ele, irá para a Bahia, e em 1689 fez parte de seu Terço contra os índios do atual Rio Grande do Norte, no rio Jaguaribe e no Ceará, onde permaneceu com sua tropa auxiliando o mestre de campo João Amaro Maciel Parente até Matias lhe ordenar voltar para o Ceará, em 1693. No Terço tinha 12 escravos, bons escopeteiros.
Acabada Guerra dos Bárbaros, em 1694 se estabeleceu no Brejo Grande, fundando um engenho de cana, o primeiro naquelas paragens. Em 12 de abril de 1707, junto com seus irmãos, recebeu Sesmaria mo sertão do rio Verde, onde fundou fazendas de criar chamadas Jaiba, Olhos d'água e Montes Claros.